# 도엔 슈헤이
도엔 슈헤이(일본어: 土遠 修平, 1990년 2월 24일 ~ )는 일본의 축구 선수이다.

## 구단 경력
과거 그루자 모리오카에서 활동하였다.